# Klaus Brisch

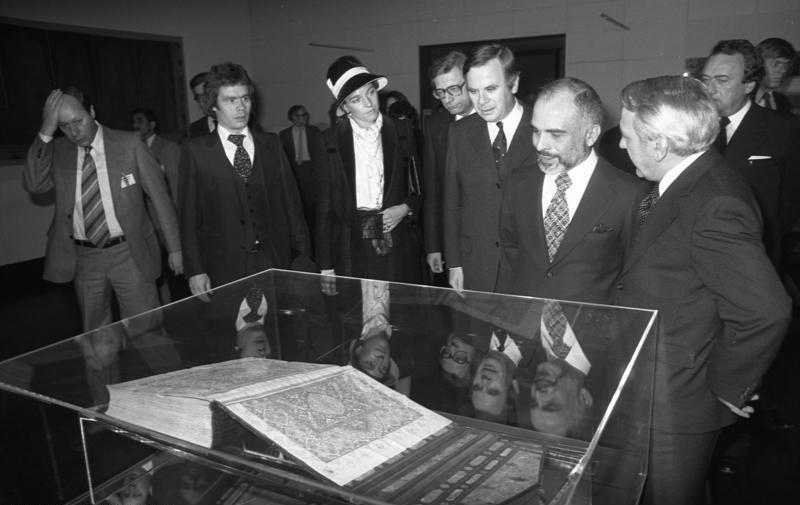
König Hussein und Königin Nūr wurden im Museum für Islamische Kunst in Dahlem von Direktor Klaus Brisch (Vordergrund rechts) geführt (6. November 1978).

Klaus Brisch (* 7. Februar 1923 in Oppeln; † 9. Februar 2001 in Berlin) war ein deutscher Kunsthistoriker, Islamarchäologe und Direktor des Museums für Islamische Kunst in West-Berlin.
Brisch studierte Kunst und promovierte 1955 über Kandinsky und die gegenstandslose Malerei an der Universität Bonn. Danach arbeitete er von 1960 bis 1966 am Deutschen Archäologischen Institut in Kairo, von wo aus er auch Ausgrabungen in Syrien leitete. Anschließend wurde er als Nachfolger von Kurt Erdmann Direktor des West-Berliner Museums für Islamische Kunst, das 1970 in den Museumskomplex Dahlem zog und das Brisch bis zu seiner Pensionierung 1988 leitete. Durch spektakuläre Ankäufe verschaffte er dem Museum, das durch die Teilung Berlins und kriegsbedingte Zerstörungen sehr gelitten hatte, wieder zu internationalem Ansehen. Neben Syrien stand Spanien im Zentrum seines Interesses, wo er ebenfalls Ausgrabungen leitete. Außerdem war Brisch Honorarprofessor für islamische Kunst an der Freien Universität Berlin.
Er starb 2001 nach langer schwerer Krankheit in Berlin.

## Belege
1. ↑  Online-Todesanzeige
2. 1 2  Der Tagesspiegel: Klaus Brisch: Der frühere Museumsdirektor ist gestorben
3. 1 2 3  Berliner Zeitung: Zum Tode des Museologen Klaus Brisch - Von der Moderne zur Kunst des Islam
4. 1 2  FAZ: Kuppel für Dahlem – Islamist Klaus Brisch gestorben

| Personendaten    | Personendaten             |
| ---------------- | ------------------------- |
| NAME             | Brisch, Klaus             |
| KURZBESCHREIBUNG | deutscher Islamarchäologe |
| GEBURTSDATUM     | 7. Februar 1923           |
| GEBURTSORT       | Oppeln                    |
| STERBEDATUM      | 9. Februar 2001           |
| STERBEORT        | Berlin                    |